# Aspects culturels de la pomme de terre

## Noms de la pomme de terre
Lorsque les Espagnols ont découvert la Pomme de terre au Pérou au début du XVIe siècle, ils ont très vite retenu le nom local le plus fréquent, la papa, terme du quechua qui était la langue véhiculaire de l’empire Inca. Dans cette langue, papa désignait tout type de tubercule à l’exception de l’oca. Papa est toujours usité pour désigner la Pomme de terre dans les pays d’Amérique latine de langue espagnole, mais a été supplanté par patata en Espagne, sauf dans les îles Canaries et le sud du pays.
Le terme espagnol a été emprunté par de nombreuses langues européennes ou non européennes : ainsi on trouve patata en italien, grec (Πατάτα), basque et catalan, patatas en tagalog ; patates en turc, potato en anglais, potet en norvégien, batata en portugais et en arabe (بطاطا), pataca en galicien, patana en occitan, práta en gaélique et potatis en suédois.
Différents auteurs ont aussi comparé à la truffe ce légume d’un type alors nouveau pour les Européens.
Des noms dérivés de « truffe » désignent la Pomme de terre, par exemple : trunfa en aragonais, trumfa dans les dialectes septentrionaux du catalan. Le terme de « patate trufle » était utilisé dans le nord-ouest de la France.
Quand les Espagnols introduisirent les premières pommes de terre en Italie au XVIe siècle, les Italiens les appelèrent tartufoli (petites truffes). Ce nom, par l’intermédiaire de la forme Tartuffel, est à l’origine du terme allemand Kartoffel et de ses dérivés : cartof en roumain, kartof (Картоф) en bulgare, kartófel (Картофель) en russe, kartoffel en danois, kartul en estonien, kartafla en islandais, kartupel en letton et kartofl en yiddish ou judéoallemand. En français, comme indiqué plus haut, le terme « cartoufle » est employé par Olivier de Serres.
« Pomme de terre » est une expression figée qui constitue un nom composé, désignant le tubercule mais aussi la plante elle-même. Calquée sur le latin malum terrae, elle est attestée en français depuis 1488 pour désigner diverses plantes à tubercules ou bulbes, telles le cyclamen ou l’aristoloche, ou à gros fruits ronds comme la courge. Elle a désigné ensuite le Topinambour, probablement sous l’influence du néerlandais aardappel, littéralement « Pomme de terre ». Par la suite, le Topinambour a pris son nom actuel à la suite de l’exhibition à Paris de Tupis et le nom de pomme de terre s’est définitivement appliqué à Solanum tuberosum notamment sous l’action de popularisation de ce tubercule entreprise par Parmentier à partir de 1773. L’expression « Pomme de terre » est entrée dans le dictionnaire de l’Académie française dans sa sixième édition en 1835.
On retrouve le syntagme « pomme de terre » transposé en d’autres langues : terpomo en espéranto, aardappel en néerlandais et les diverses variantes de Erdapfel dans les dialectes méridionaux de l’allemand (en Autriche, en Suisse et dans le sud de l’Allemagne).
« Poire de terre » a également été employé, expression qui se retrouve sous le forme de Grundbirn en allemand, krumpir en croate, krompira en serbe, krompirja en slovène, crumpena( en roumain, gromper en luxembourgeois et krompir en wallon.
Même si on emploie couramment le terme de patate pour désigner la pomme de terre, on ne confondra pas ce tubercule avec la patate douce (Ipomoea batatas), qui appartient pour sa part à la famille des Convolvulacées.

## Dans les expressions de langue française
Le terme « patate » désigne en français familier une personne que l’on considère comme étant un peu simplette. Ainsi on dira par exemple : « untel est une patate ! »
À noter que loin de toute insulte, certains régionalismes lui attribuent une connotation affective.
- « En avoir gros sur la patate », en avoir gros sur le cœur.
- « Avoir la patate » : être en forme.
- « Mettre une patate » : donner un coup (en particulier, un coup de poing ou taper dans un ballon).
- « Lâche-pas la patate ! » : expression de la Louisiane et du Québec utilisée pour encourager quelqu’un, synonyme de : « Tu en es capable, tu vas y arriver ! »
- « Faire patate » : échouer lamentablement, manquer de chance.
- « Se renvoyer (ou se refiler) la patate chaude » : se renvoyer l’un l’autre un problème embarrassant, se renvoyer la balle. Cette expression récente, apparue au Québec dans les années 1970, en Europe dans les années 1990, est un calque d’une expression anglaise plus ancienne : to drop something like a hot potato[10].
- « Être gros comme une patate » : avoir un surplus de poids significatif.

En mathématiques, une « patate » est une courbe fermée sans forme bien définie qui représente un ensemble. On dit aussi « patatoïde ».

## Dans la littérature
En 1775, Barthélemy Imbert écrit cette « Épître à M. de Voltaire, sur un pain qu'il avait composé avec des pommes de terre » :
| « Quoi ! malgré l'orgueil du génie, Voltaire quitte sans regrets Le trône pompeux d'Uranie, Et vient épier les secrets De la modeste économie ! Digne rivale de Cerès, Son industrie, à moins de frais Veut alimenter sa patrie ! Ce fruit qui, racine en naissant, Vit pomme informe & farineuse, Cachant toujours, triste & honteuse, Son teint d'un rouge pâlissant Et sa surface raboteuse, Mêlé désormais au froment, Par lui s'adoucit & s'épure, Jadis grossiere nourriture , Aujourd'hui léger aliment. » |  | « II est donc vrai sage Voltaire Non content dléclairer la terre, Tu prétens encore la nourrir ! Ta bienfaisance salutaire S'étend même sur l'avenir, Et le pauvre est ton légataire. Tu chantas Bellone & l'Amour : Tes doigts manioient, dès í'enfance, Lyre & trompette tour-à-tour : Que j'aime à les voir en ce jour-, Paîtrir le pain de l'indigence ! » |  | « Suis tes projets consolateurs : Quand l'homme a passé l'onde noire, Ses talens vivent dans l'histoive : Sa vertu vit dans tous les cœurs. Que toujours ton âme t'inspire ! Ta muse embellit nos climats; Orphée eût envié ta lyre : Mais le défenseur des Calas Surpasse l'auteur de Zaïre. » |

Adam Mickiewicz, grand poète romantique polonais a célébré le rôle joué par la pomme de terre pour sauver son peuple de la famine après les guerres napoléoniennes dans un poème héroïco-comique, en quatre chants, Kartofla, (pomme de terre), écrit en 1819.
En 1845, la maladie de la pomme de terre inspire à Dumanoir et Clairville un vaudeville en trois actes, Les pommes de terre malades, avec le roi, Pomme de terre 1er, Vitelotte, sa femme, Tubercule, son premier ministre et ses médecins Topinambour et Patate. Jouée pour la première fois au théâtre du Palais Royal le 20 décembre 1845, cette pièce conçue pour se moquer d'une campagne de publicité du journal L’Époque, connut un certain succès.
Paulin Gagne, poète français du XIXe siècle classé parmi les « fous littéraires », publie en 1857 L'Unitéide, ou la Femme-Messie, poème universel en 12 chants et en 60 actes, avec chœurs, précédé d’un prologue et suivi d’un épilogue par Mme Gagne (Élise Moreau de Rus). Il met en scène dans l’acte trente-huitième un personnage, la « Pataticulture », qui chante l’avènement de la pomme de terre, mais qui est vaincu à l’acte suivant par la « Carotticulture ».

« Peuples et rois, je suis la Pataticulture

Fille de la Nature et du Siècle en friture ;

...

N’ayant jamais mangé que des pommes de terre

Qui font pour moi des plats de la meilleure chère,

J’ai toujours adoré ce fruit délicieux

Que, dit-on, pour extra mangeaient jadis les dieux !

...

Dans la pomme de terre est le salut de tous ! »

— Paulin Gagne, L’Unitéide, ou la Femme-Messie, 1857
Le poète chilien Pablo Neruda, prix Nobel de littérature, a chanté la pomme de terre et son identité indienne dans son Oda a la papa (Odes élémentaires).
| « Papa te llamas papa y no patata, no naciste castellana: eres oscura como nuestra piel, somos americanos, papa, somos indios... » — Pablo Neruda, Odas elementales, 1954 |  | « Papa tu t’appelles papa et non patata, tu n’es pas née castillane : tu es sombre comme notre peau, nous sommes américains, papa, nous sommes indiens... » — Pablo Neruda, Odes élémentaires, 1954 |

Le poète français Francis Ponge s’est intéressé parmi d’autres objets banals à la pomme de terre, dont il tirait un plaisir hédoniste :

« Peler une pomme de terre bouillie de bonne qualité est un plaisir de choix. 
Entre le gras du pouce et la pointe du couteau tenu par les autres doigts de la même main, l’on saisit — après l’avoir incisé — par l’une de ses lèvres ce rêche et fin papier que l’on tire à soi pour le détacher de la chair appétissante du tubercule. 
L’opération facile laisse, quand on a réussi à la parfaire sans s’y reprendre à trop de fois, une impression de satisfaction indicible. 
Le léger bruit que font les tissus en se décollant est doux à l’oreille et la découverte de la pulpe comestible réjouissante. »

— Francis Ponge, Pièces  (1962)
.
« Les patates » est le titre d’un roman de Jacques Vaucherot, publié en 1962 et adapté au cinéma dans le film du même nom de Claude Autant-Lara (1969), qui met en exergue le rôle des pommes de terre dans le ravitaillement d’une famille des Ardennes françaises sous l’occupation allemande.
Selon Alphonse Allais, « les pommes de terre cuites sont tellement plus faciles à digérer que les pommes en terre cuite. »
La pomme de terre est associée aux fayots dans ce refrain d’une chanson de soldats :

« La France est notre mère

C’est elle qui nous nourrit

Avec des pommes de terre

Et des fayots pourris »

— Les Officiers, chant militaire

## Dans les arts

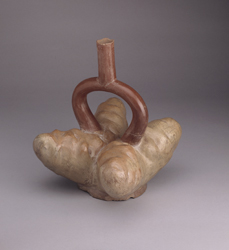
Céramique pomme de terre de la culture Mochica (musée Larco, Lima).

La pomme de terre a été une culture essentielle dans les Andes depuis l’ère précolombienne. La culture Mochica du nord du Pérou a produit des céramiques sacrées, dont les formes significatives représentaient des thèmes importants. Les pommes de terre y sont représentées tant de manière anthropomorphique que naturelle.

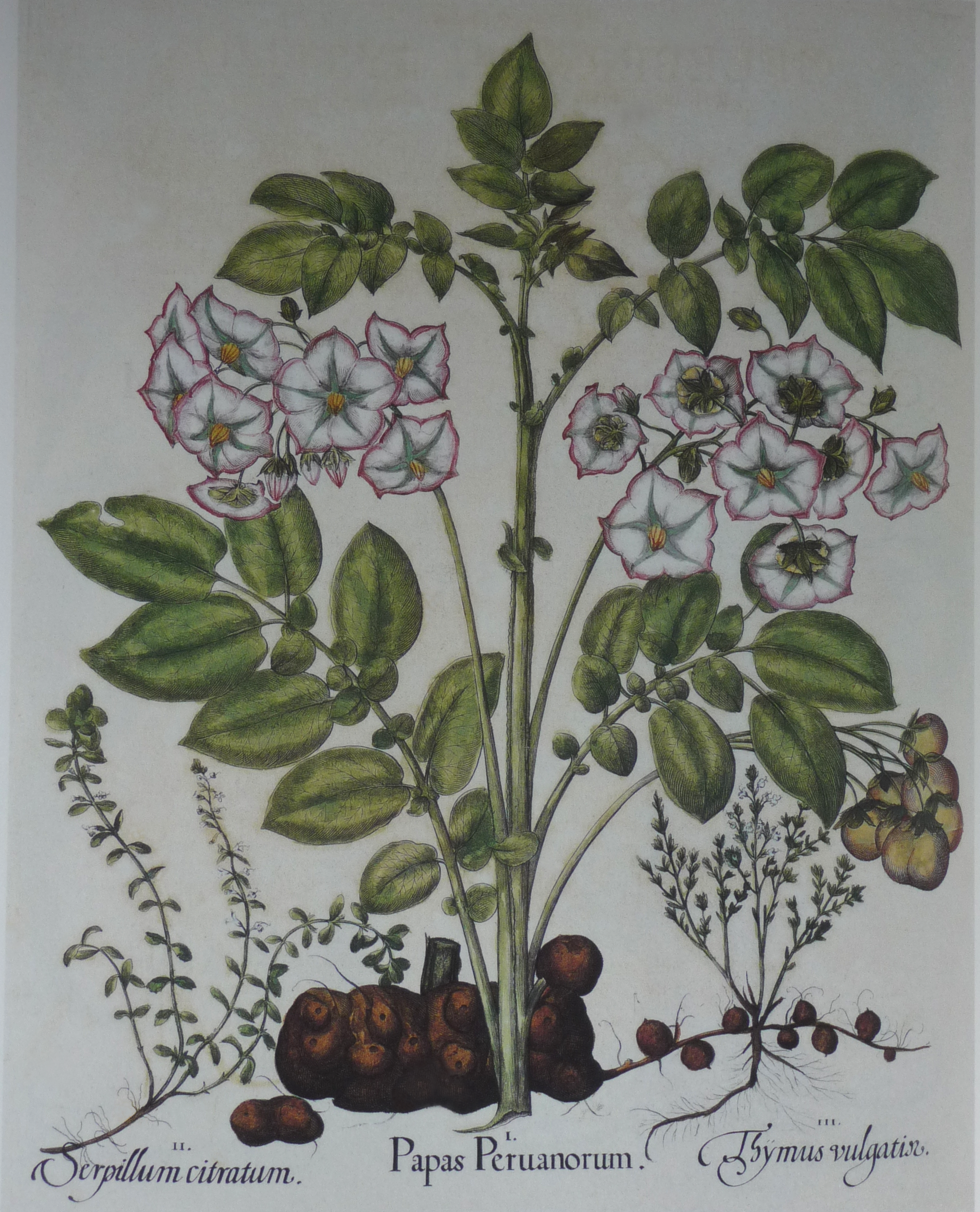
La pomme de terre dans l’Hortus Eystettensis.

En Europe, de la fin du XVIe siècle au milieu du XIXe siècle, les représentations de la pomme de terre ont eu surtout des fins scientifiques et documentaires, comme dans la planche ci-contre extraite de l’Hortus Eystettensis de Basilius Besler (1613).
Depuis la seconde moitié du XIXe siècle, de nombreux peintres ont représenté la pomme de terre dans des natures mortes ou des scènes de la vie quotidienne des paysans. Plusieurs tableaux de Jean-François Millet montrent des scènes liées à la culture ce tubercule : La Récolte des pommes de terre (1855), les Planteurs de pommes de terre (1862, musée des beaux-arts de Boston) et L'Angélus (1858). Ce célèbre tableau, peint peu après le début de la grande épidémie de mildiou en Europe, aurait dû s’appeler La Mauvaise Récolte ou la Prière pour la récolte de pommes de terre.
On retrouve la pomme de terre dans l’œuvre de Vincent van Gogh en particulier dans Les Mangeurs de pommes de terre (1885, musée Van Gogh, Amsterdam) et d’autres peintres de cette époque : Jules Bastien-Lepage, dans la Récolte des pommes de terre (1879, National Gallery of Victoria), Albert Anker dans la Petite Éplucheuse de pommes de terre (1886), Paul-Élie Ranson (1893) dans Les Éplucheuses de pommes de terre, Julio de Souza Pinto dans la Récolte des pommes de terre (1898, musée d’Orsay), Lucien Simon dans la Récolte des pommes de terre (1907, musée des Beaux-Arts de Quimper).
En 1948, le peintre français Raoul Michau peint La Bataille des pommes de terre, tableau surréaliste exposé au musée d'art moderne de la ville de Paris.

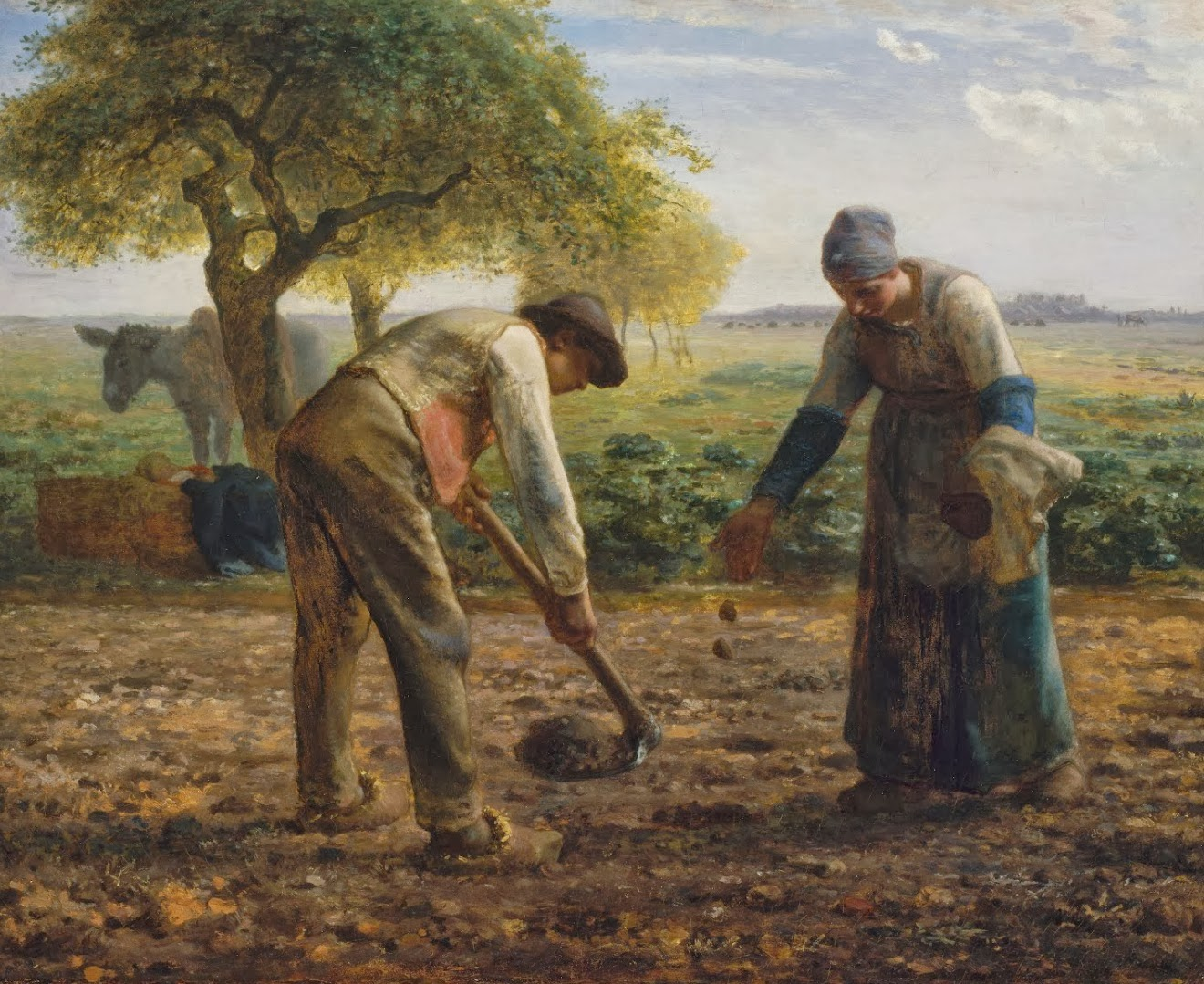
Les Planteurs de pommes de terre, huile sur toile, Jean-François Millet, 1862, musée des beaux-arts de Boston.
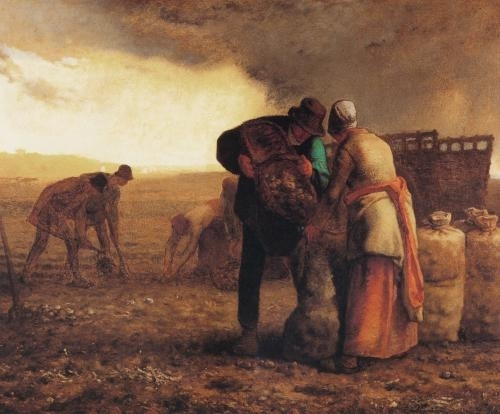
La Récolte des pommes de terre, huile sur toile, Jean-François Millet, vers 1855.
L'Angélus, huile sur toile, Jean-François Millet, 1858, Musée d'Orsay, Paris.
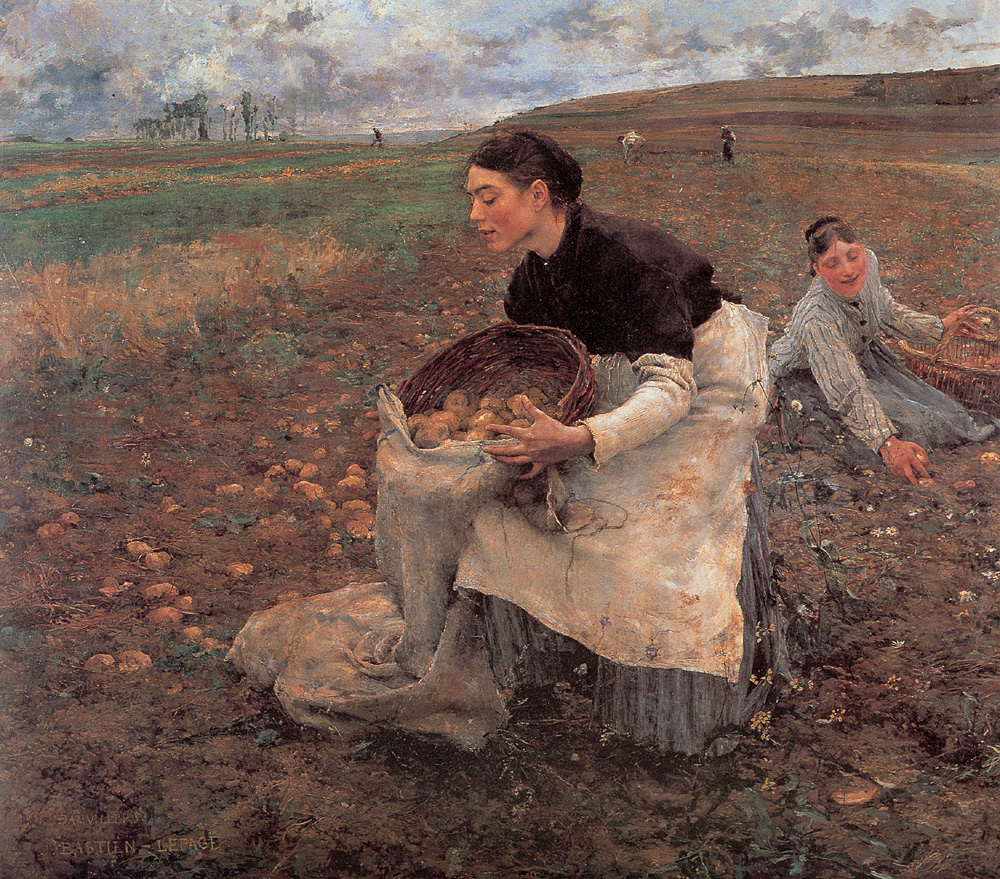
Saison d'octobre, récolte de pommes de terre, huile sur toile, Jules Bastien Lepage, 1879, National Gallery of Victoria, Melbourne.
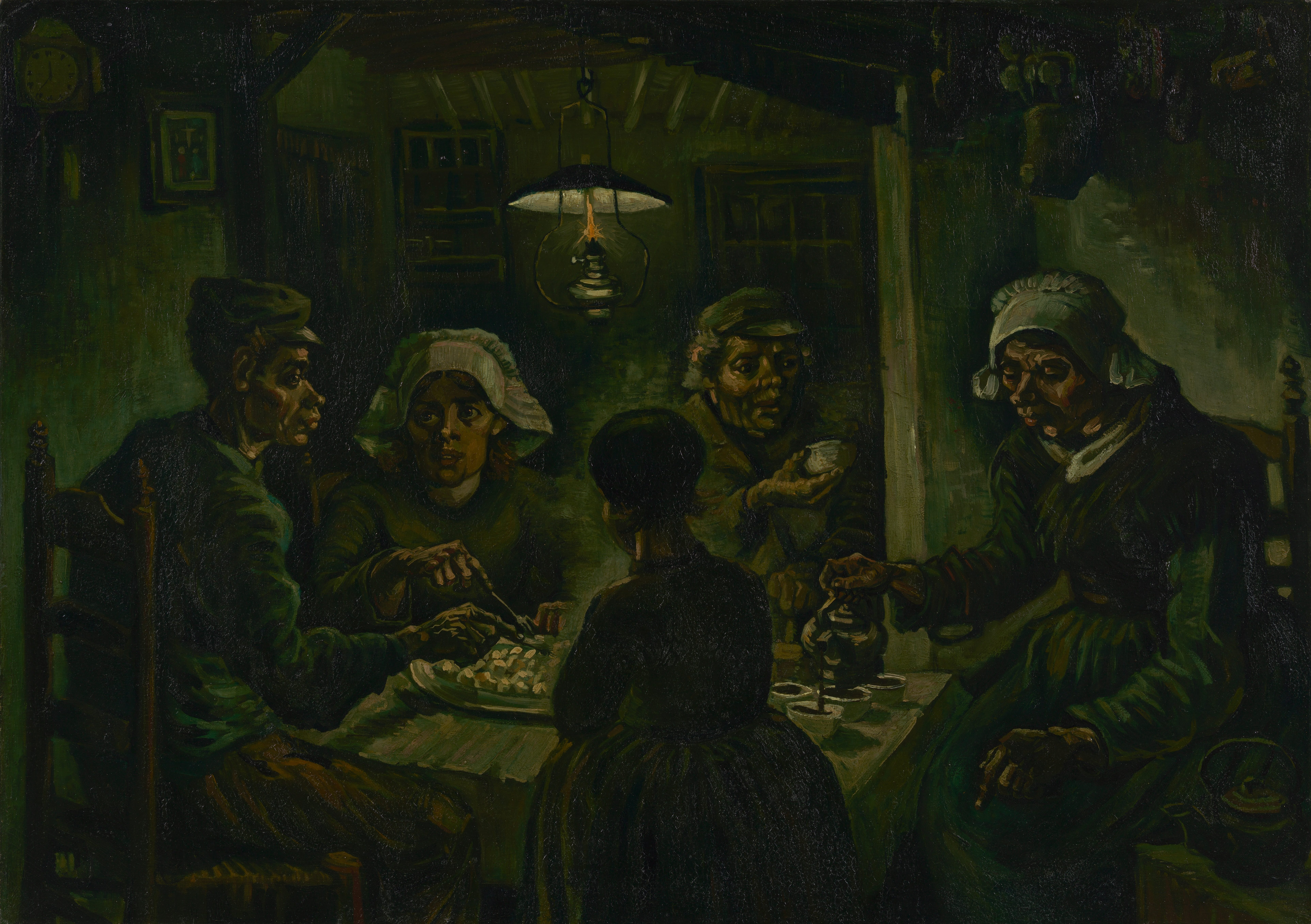
Les Mangeurs de pommes de terre, huile sur toile, Van Gogh, 1885, Musée Van Gogh.
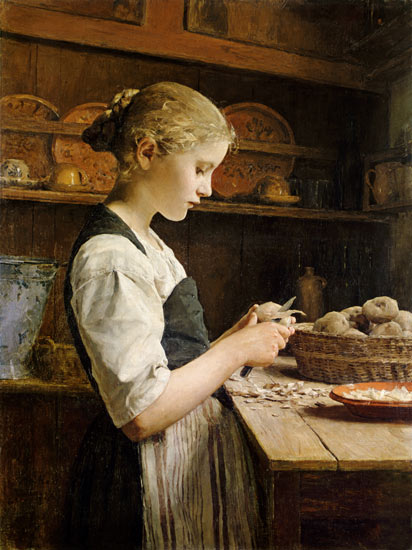
La petite éplucheuse de pommes de terre, huile sur toile, Albert Anker, 1886, collection privée.
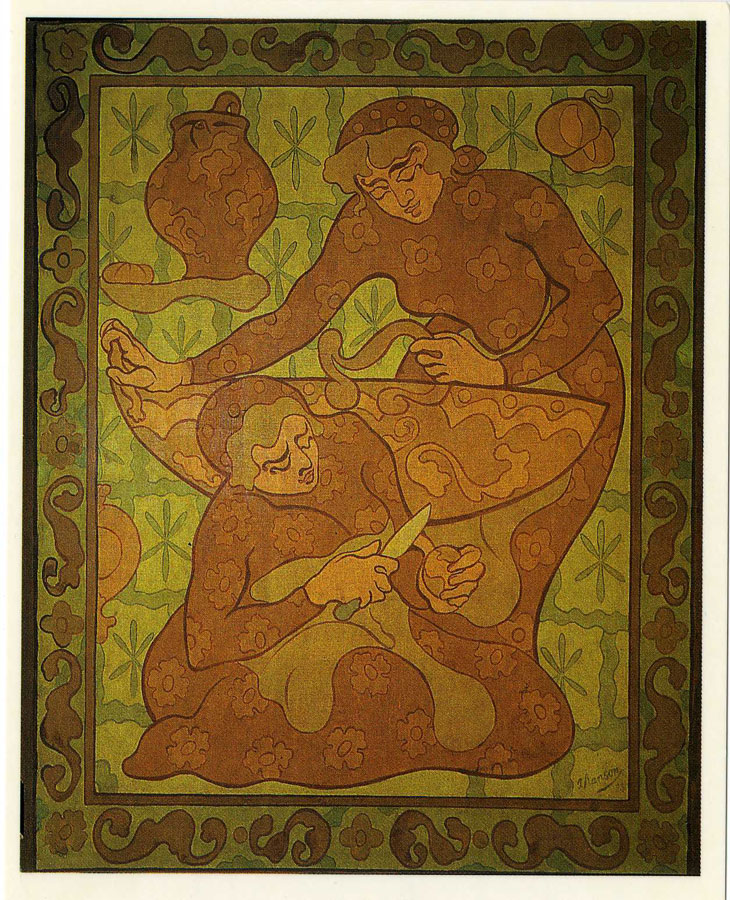
Les Éplucheuses de pommes de terre, Paul-Élie Ranson, 1893, Musée du Prieuré.

En 1977, dans son œuvre intitulée patate, Giuseppe Penone, sculpteur italien, adepte de l’Arte Povera , s’est servi de la pomme de terre pour réaliser une sorte d’autoportrait. Ce sont les tubercules eux-mêmes qui, en croissant, ont épousé la forme de moules qu’il avait placés dans la terre au printemps, reproduisant ainsi diverses parties de son visage (nez, oreille...).
Henri Cueco, écrivain et peintre français du XXe siècle, s’est intéressé à la pomme de terre pour elle-même et en a fait une série de « portraits » qu’il a publié dans le Journal d’une pomme de terre (1993).
Le peintre péruvien Herman Braun-Vega célèbre la pomme de terre et autres fruits et légumes originaires d'autres continents qui sont devenus incontournables dans les cuisines française et européennes comme les symboles d'un métissage culturel. À ce titre la pomme de terre trouve sa place dans nombre de ses natures mortes, que ce soit au milieu de grandes compositions comme dans Rencontres inattendues sur le Vieux Port (2008), La melancolia de Don Pablo (2005), ou Mercado d'après Vermeer (1994), mais aussi dans des compositions où la nature morte est au premier plan comme dans Violette chante Cesar Vallejo (2013), Naturaleza muerta a la peruana (2012), Paul retouchant un tableau de Henri (2007), Concert cubiste (2005), Don Diego a la naranja (2005), Nature morte avec femme bleue (2004), Les métèques au verre de vin (2001), Nature morte transgénique (2001), Mercadillo (1995), La Factura (1993), Nature exotique (1993), Nature Mondrianesque (1992).
En 2008, le peintre bolivien Roberto Mamani Mamani a consacré une série de 30 tableaux à la pomme de terre et à ses relations avec la culture indienne Aymara dont il est issu.
En 2009, le peintre britannique John Dyer fut l'hôte du CIP au Pérou, et réalisa une série de tableaux  sur la récolte des pommes de terre et diverses scènes de la vie autour des pommes de terre dans différents sites (parc de la pomme de terre, lac Titicaca, fête de la pomme de terre à Taquile...).

## Dans les jeux vidéo
La pomme de terre est l’emblème de la campagne de publicité et du jeu en réalité alternée menée par Valve Corporation pour la sortie du jeu Portal 2. L’ensemble de la campagne est désignée sous le nom de Potato Sack, terme anglophone pour Sac à patates. L’intrigue du jeu a en effet un rapport important avec les patates et plus particulièrement avec les possibilités d’utiliser la patate comme électrolyte pour la fabrication d’une pile artisanale.

## En héraldique
Des représentations de la pomme de terre, plante entière, tubercule ou fleur, figurent dans le blason de certaines localités d’Europe, notamment en Allemagne, ou d’Amérique latine.

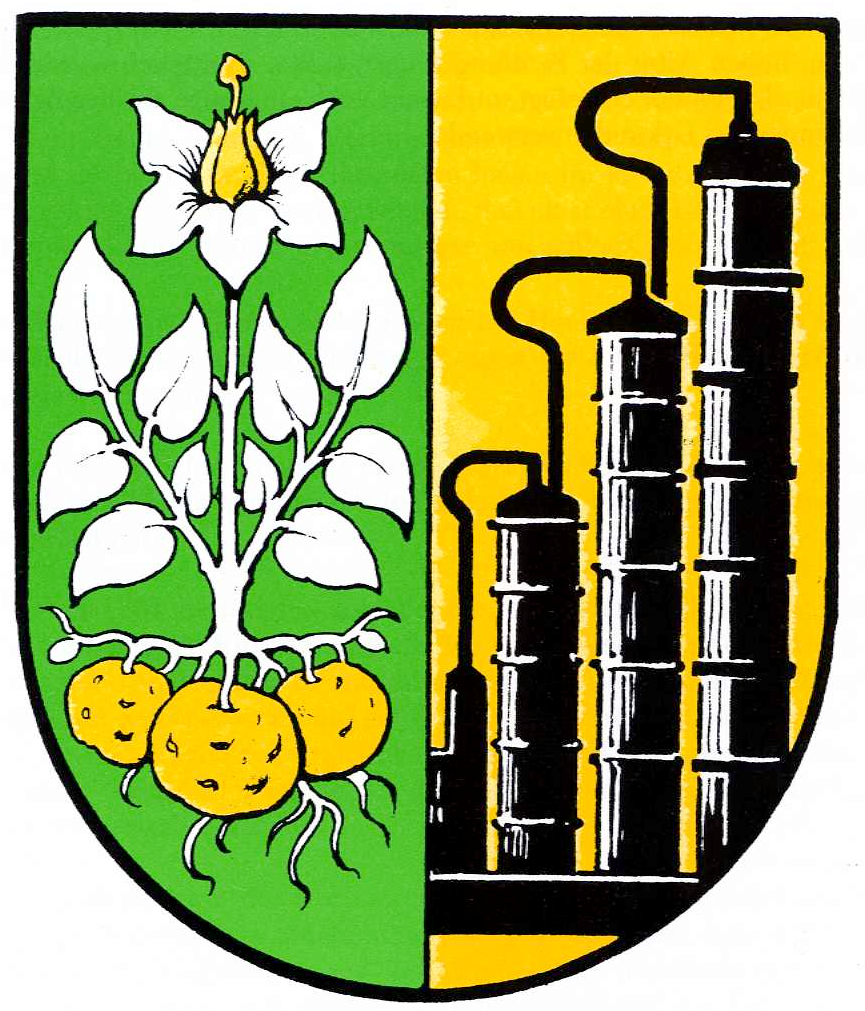
Blason de Dollbergen (Basse-Saxe).
Blason de Lemi (Finlande).
Blason de Tausa (Cundinamarca, Colombie).

## Musées

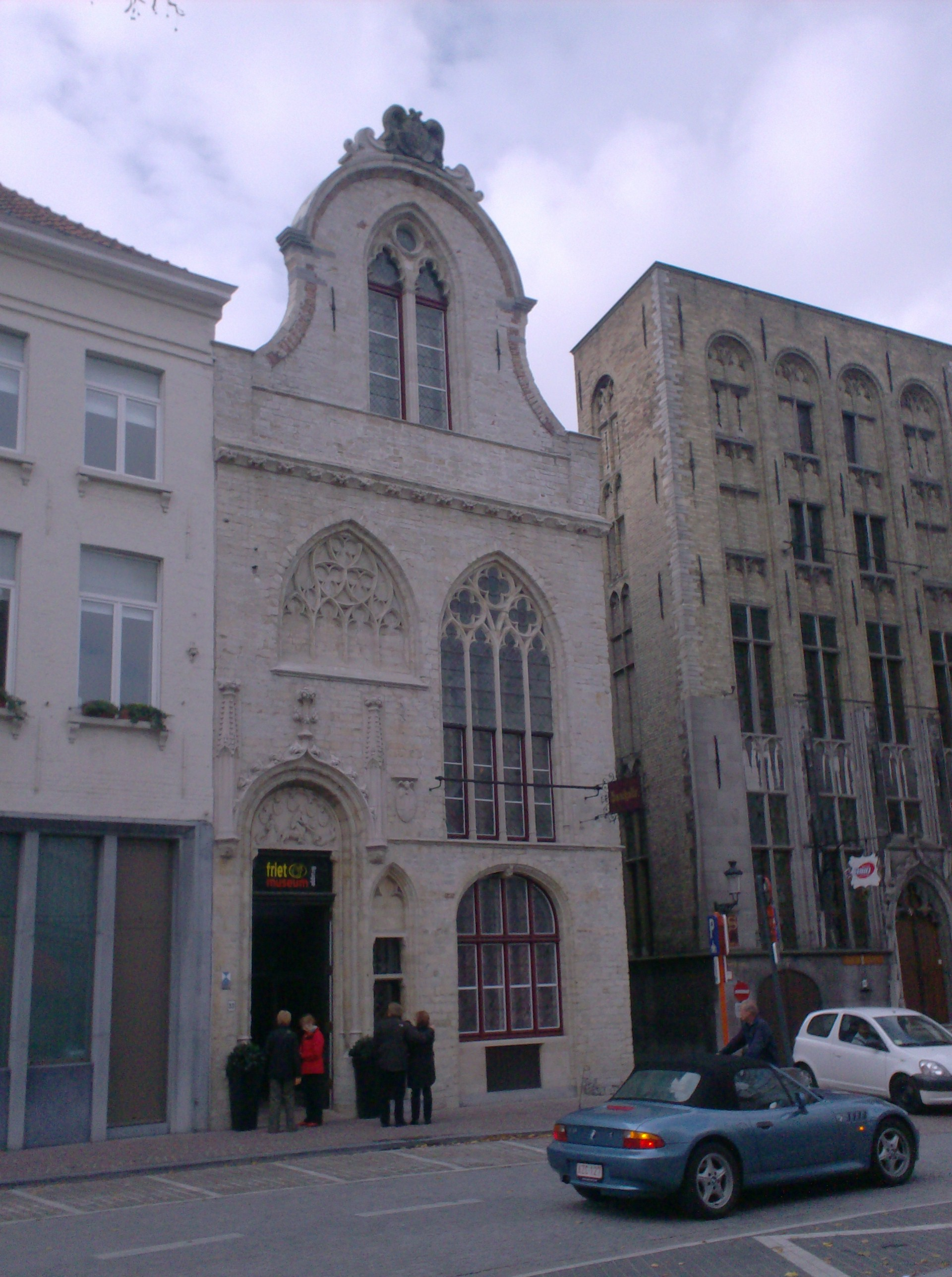
La Saaihalle, siège du musée de la frite à Bruges.

Il existe des musées de la Pomme de terre dans différents pays (États-Unis et Allemagne notamment), ainsi qu’un unique musée de la frite (Frietmuseum) à Bruges en Belgique.

## Fêtes
La pomme de terre est fêtée dans de nombreux pays du monde, notamment en Amérique du Sud.
Depuis 1986, la Bolivie, qui est l’un des principaux producteurs de pomme de terre du continent sud-américain, célèbre une « fête nationale de la pomme de terre » dans la localité de Betanzos (département de Potosí).
C’est aussi le cas en Argentine, à Córdoba, depuis 1981.
Depuis 2005, au Pérou, à l’initiative du ministère de l’Agriculture, le 30 mai a été déclaré « jour national de la pomme de terre ».
En 2010, l’Équateur a institué officiellement une « journée nationale de la pomme de terre » (Día Nacional de la Papa), organisée le 29 juin dans la ville de Riobamba à l’initiative du consortium des petits producteurs de pommes de terre (Consorcio de Pequeños Productores de Papa - Conpapa) avec l’appui d’institutions telles que l’INIAP (Instituto Nacional Autónomo de Investigaciones Agropecuarias) et le CIP (centre international de la pomme de terre).
En France, tous les trois ans depuis 1999, une manifestation appelée « La pomme de terre en fête » se déroule sur trois jours au début du mois de septembre à Plœuc-sur-Lié (Côtes-d'Armor).
Il y a également Trifòla, la fête de la pomme de terre du plateau de Craponne, à Craponne-sur-Arzon une région de production (en Haute-Loire), fin octobre.

## Emblème
Depuis 2002, la pomme de terre est le légume officiel (official state vegetable) de l’État américain de l’Idaho. Cet État, surnommé le Potato State (l’État de la pomme de terre), est le principal producteur de ce tubercule aux États-Unis, environ 28 % de la production nationale, principalement de la variété Russet Burbank.
Comme celui d’autres fruits et légumes, le nom de la pomme de terre a été attribué à un jour de l’année dans le calendrier républicain, le 12 vendémiaire (2 octobre).

## Jouet
La forme de la pomme de terre a inspiré M. Patate, jouet pour enfants d’origine américaine créé par Hasbro en 1952. Il est constitué d’une tête en matière plastique de forme patatoïde et de plusieurs éléments pouvant la décorer, moustache, chapeau, nez, etc.

## Record
Le record de la plus grosse pomme de terre du monde, détenu précédemment, avec 3,5 kg, par un restaurateur de l’île de Man, Nigel Kermode aurait été battu le 4 septembre 2010 par un jardinier amateur anglais qui a présenté au National Gardening Show à Shepton Mallet (Somerset) un tubercule de 3,8 kg.